# Rosita Paiva
Rosita Paiva (Lábrea, 13 de março de 1909 — Fortaleza, 19 de agosto de 1991) foi uma religiosa católica reconhecida pela Igreja por sua vida de santidade e declarada serva de Deus.

## Vida
Amazonense de Lábrea, nascida em 1909, Rosita transferiu-se para Fortaleza em 1914 com 3 anos de idade, após a morte de seu pai, e sua mãe a internou no orfanato do Colégio da Imaculada Conceição. Em 1933, na Catedral de Fortaleza, ela fundou o Instituto Josefino juntamente com Monsenhor Luis de Carvalho Rocha e Dom Antônio de Almeida Lustosa, sendo imediatamente comunicado o arcebispo de Fortaleza.
Em 1938, Rosita Paiva assumiu a função de secretária geral da Obra de Adoração Perpétua, fundada com a chegada dos primeiros religiosos Sacramentinos.
Seu incansável trabalho junto ao Apostolado Eucarístico e o seu entusiasmo e amor pela Eucaristia ficaram logo conhecidos, por todos que a conheciam, que a consideravam “uma das incansáveis pioneiras do Apostolado Eucarístico”.
Rosita Paiva faleceu em 19 de agosto de 1991, deixando como legado o empenho na defesa e promoção da criança perseguida e seus feitos heroicos e de santidade foram reconhecidos.

## Serva de Deus
Alguns depoimentos foram importantes para a tomada de decisão de abertura de processo de beatificação de Rosita Paiva.
"Em sua catequese, Rosita foi até os subúrbios e lá, à sombra dos cajueiros, ela falava do amor de Deus às crianças pobres e abandonadas”.— (biografia publicada pelo Instituto Josefino
“Estudei no colégio fundado por ela a minha vida inteira e me sinto privilegiada por ter uma relação tão próxima a ela.
Ela era a maior referência em termos de justiça e amor por onde passava. Inclusive na família. Quando cheguei a Lábrea, no Amazonas, ela não morava mais lá, mas continuava a ser uma presença luminosa para todos. No colégio, tivemos uma formação baseada no conhecimento científico e na fé, nos valores cristãos.
Tínhamos a certeza de estar diante de alguém que foi agraciada por Deus. Estamos muito felizes em saber que ela é serva de Deus e vamos trabalhar para que a Igreja reconheça sua santidade, pois ela, de fato, seguiu os ensinamentos do Evangelho”.— Olga Gomes de Paiva.
A Arquidiocese de Fortaleza promoveu uma "Romaria Eucarística" pela beatificação de Rosita Paiva.
Em 18 de maio de 2021, a Santa Sé autorizou a abertura de processo de sua canonização, tornando Rosita Paiva uma Serva de Deus.